# Kelurahan Pejagan
Kelurahan Pejagan är en administrativ by i Indonesien.   Den ligger i provinsen Jawa Timur, i den västra delen av landet, 700 km öster om huvudstaden Jakarta. Kelurahan Pejagan ligger på ön Madura.